# Ribes tianquanense
Ribes tianquanense är en ripsväxtart som beskrevs av S.H. Yu och J.M. Xu. Ribes tianquanense ingår i släktet ripsar, och familjen ripsväxter. Inga underarter finns listade i Catalogue of Life.